# Jean Buffelan
Jean Victor Bertrand Buffelan né le 26 octobre 1904 à Saint-Girons (Ariège) et mort le 16 mars 1990 à Saint-Lizier (Ariège), est un docteur en droit ayant effectué une longue carrière de magistrat puis assuré deux mandats en tant que maire.

## Biographie
Il est né dans la maison Monnereau, 3 place de la Halle à Saint-Girons. Fils de Théophile Buffelan, avocat avoué, et de Paule Monnereau, il effectuera toute sa carrière au service de la Justice. Il est lauréat de la faculté de droit et membre de la conférence des avocats du barreau de Paris. Il obtient la médaille d’or « Alexandre Fourtanier » qui récompense un jeune avocat meilleur secrétaire de la conférence des avocats,.
Il est diplômé de l'Institut de criminologie et de sciences pénales.
Il est enterré dans l'allée centrale du cimetière de Saint-Girons, allée où reposent deux autres anciens maires de la ville : René Déjean et Julien Dauby.

## Carrière
Le 27 décembre 1930, il est nommé juge suppléant à Toulouse.
Le 21 mars 1932, il est nommé substitut à Auch,.
Le 26 janvier 1935, il devient Juge d'instruction à Foix,.
Le 5 février 1938, il est nommé vice-président au tribunal de 1re instance à Montauban,.
Le 26 mars 1945; il prend la présidence du tribunal de Montauban.
Le 12 novembre 1956, il prend la présidence du tribunal de Bordeaux.
Le 23 juillet 1963, il est nommé Premier président de la cour d'appel de Bordeaux, dernier poste de sa carrière de magistrat qu'il occupe jusqu'au 26 octobre 1971.
Il a été membre du Conseil supérieur de la magistrature en France sous la présidence du Général de Gaulle.

## Mandats
Il est maire de Saint-Girons (Ariège) de 1971 à 1983.
Sa municipalité a réalisé plusieurs infrastructures importantes pour la ville :
- le boulevard périphérique sur l'emplacement de l'ancienne voie de chemin de fer ;
- le foirail ;
- la caserne des sapeurs-pompiers (centre de secours principal)[10] ;
- le gymnase du Luc qui porte maintenant son nom[11] ;
- les tribunes du stade du Luc[12] ;
- le réaménagement de l'ancienne place de la Halle[13] ;
- la rénovation de l'espace tribunal dans le château des vicomtes du Couserans[14].

En hommage, la municipalité dirigée par Bernard Gondran a donné son nom à l'ancienne place de l'église, située en plein centre de la ville de Saint-Girons.

## Décoration
- Officier de la Légion d'honneur (14 avril 1962). Il est élevé au rang d'officier[5] après avoir été nommé chevalier de la Légion d'honneur[5]le 20 février 1954.